# Philipp Nagel
Philipp Ferdinand Amandus Friedrich Nagel (* 9. November 1799 in Esslingen am Neckar; † 2. April 1870 in Tübingen) war ein deutscher Jurist und Politiker. Er war Abgeordneter des Württembergischen Landtags (1851–1855).

## Familie
Philipp Nagel war der Sohn des Esslinger Kameralverwalters Johann Friedrich Nagel (* 1766) und der Philippine Johanna Magdalene Honold (* 1769), einer Tochter des Esslinger Bürgermeisters Abraham Honold (* 1732). Philipp hatte drei Geschwister.

## Leben
Er studierte Rechtswissenschaften in Tübingen und Heidelberg. Während seines Studiums wurde er 1819 Mitglied der Burschenschaft Germania Tübingen. Er wurde zum Dr. iur. promoviert und wurde Gerichtsaktuar beim Oberamtsgericht Neckarsulm. 1826 wurde er Ratsschreiber und war von 1833 bis 1865 Stadtpfleger in Esslingen sowie seit 1828 Mitglied des Esslinger Stadtrates. Für Esslingen wurde er auch von 1851 bis 1855 Abgeordneter des Württembergischen Landtags.